# Гросэнгерсдорф
Гросэнгерсдорф (нем. Großengersdorf) — ярмарочная коммуна (нем. Marktgemeinde) в Австрии, в федеральной земле Нижняя Австрия.
Входит в состав округа Мистельбах. Население составляет 1435 человек (на 31 декабря 2005 года). Занимает площадь 15,53 км². Официальный код — 31615.

## Фотографии

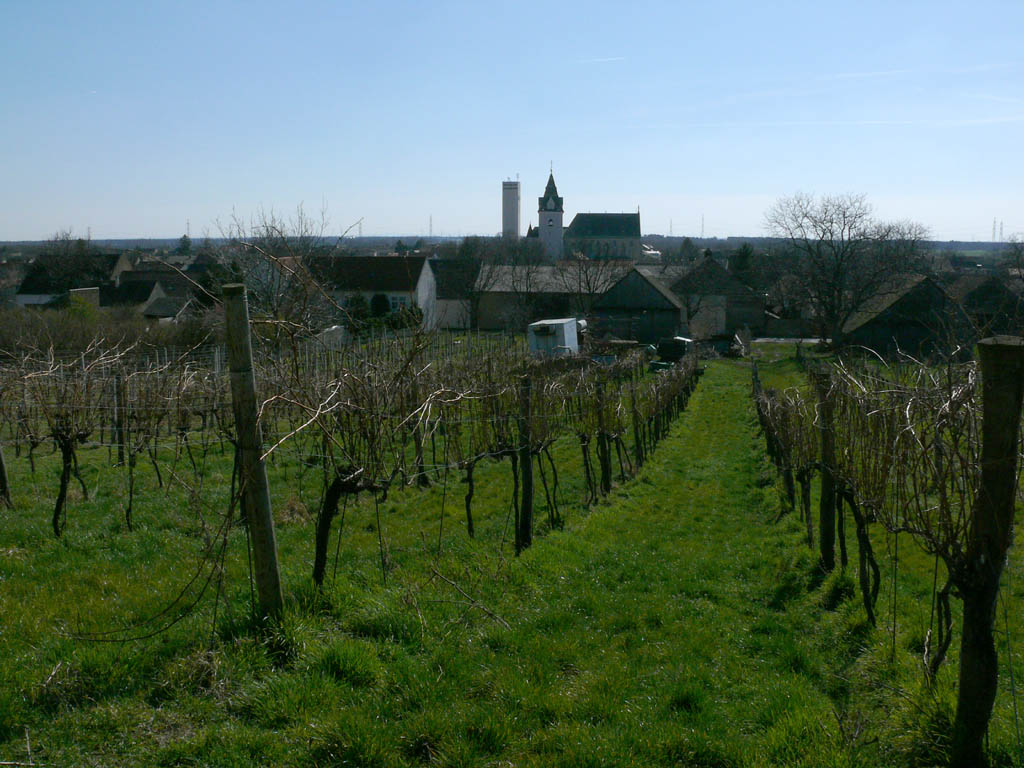
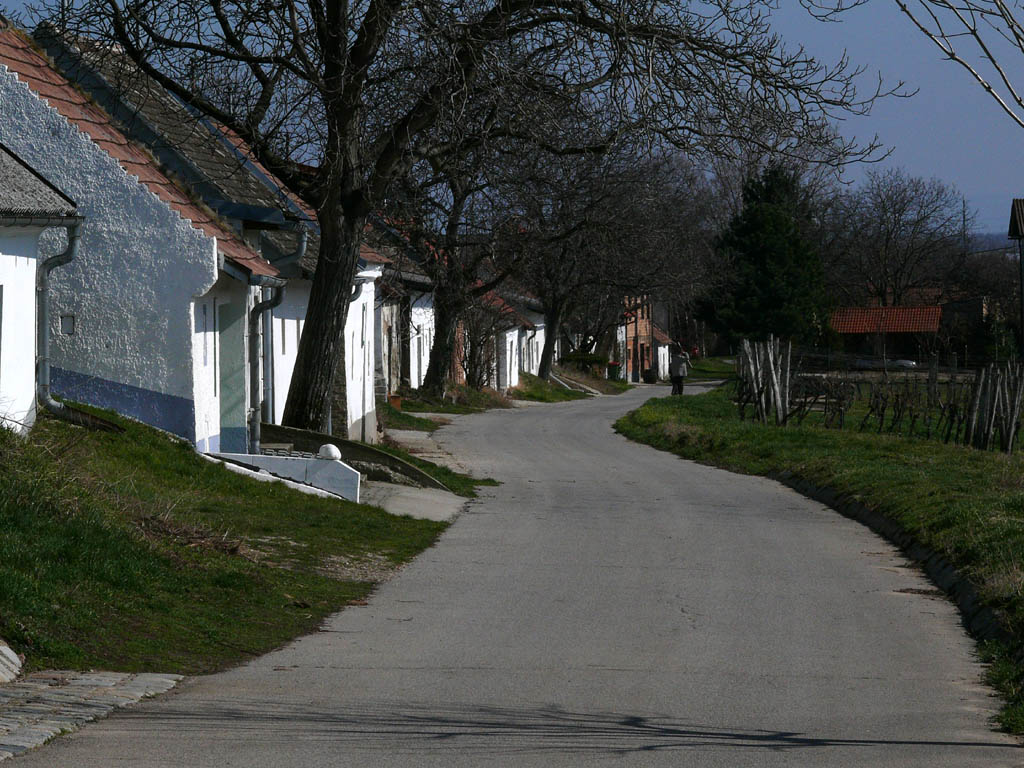
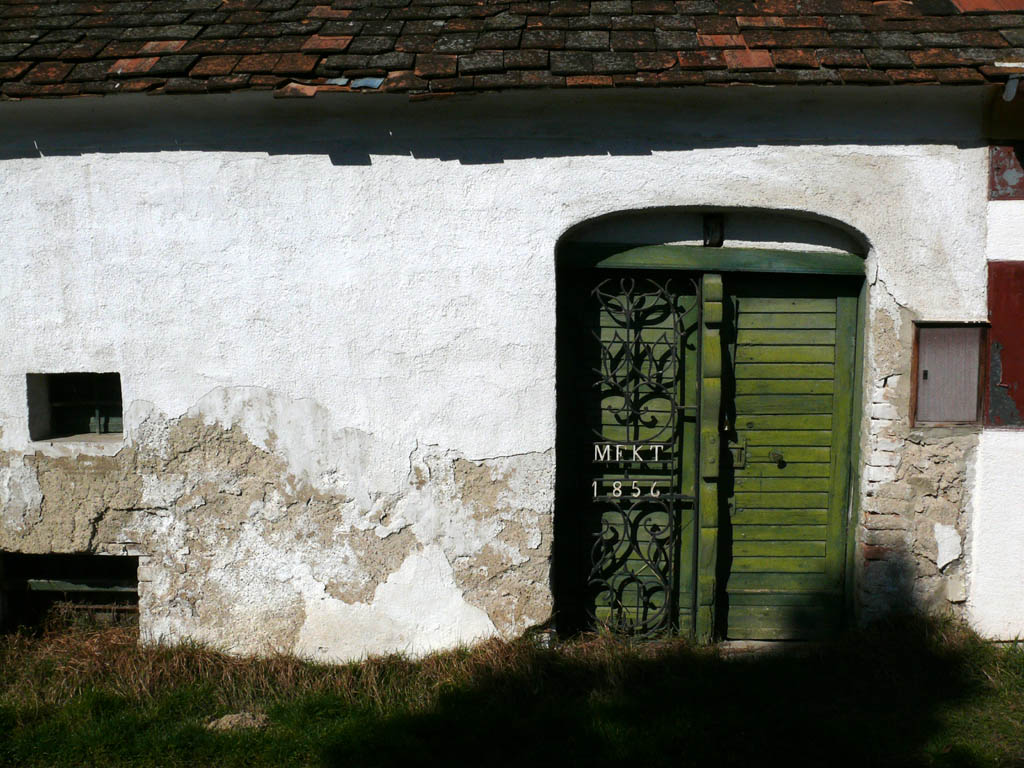

## Политическая ситуация
Бургомистр коммуны — Йозеф Штаут (АНП) по результатам выборов 2005 года.
Совет представителей коммуны (нем. Gemeinderat) состоит из 19 мест.
- АНП занимает 10 мест.
- СДПА занимает 7 мест.
- АПС занимает 1 место.
- Зелёные занимают 1 место.